# Tereza Diepoldová
Tereza Diepoldová (17 de julio de 1988) es una deportista checa que compitió en ciclismo adaptado en las modalidades de ruta y pista. Ganó una medalla de plata en los Juegos Paralímpicos de Londres 2012 en la prueba de contrarreloj en ruta (clase C1-3).

## Palmarés internacional
| Juegos Paralímpicos | Juegos Paralímpicos   | Juegos Paralímpicos | Juegos Paralímpicos |
| Año                 | Lugar                 | Medalla             | Prueba              |
| ------------------- | --------------------- | ------------------- | ------------------- |
| 2012                | Londres (Reino Unido) | Medalla de plata    | Contrarreloj C1-3   |